# Ernest Demuyter
Ernest Demuyter (ur. 26 marca 1893 w Gandawie, zm. 7 lutego 1963 w Brukseli) – belgijski pilot i baloniarz. Sześciokrotnie zwyciężył w zawodach o Puchar Gordona Bennetta (1920, 1922, 1923, 1924, 1936 i 1937).

## Życiorys
Licencję lotniczą uzyskał w 1910 roku. Po ukończeniu De Brouckère 30 lipca 1912 roku uzyskał licencję belgijskiego pilota cywilnego nr 57. W 1908 roku odbył pierwszy lot balonem, a w 1916 roku uzyskał licencje pilota balonowego. Służył w armii belgijskiej i francuskiej (w marynarce wojennej jako pilot sterowca). W 1917 roku wrócił do służby w belgijskim lotnictwie wojskowym jako pilot hydroplanu. Został ranny w 1918 roku i zdemobilizowany 30 września 1919 roku. Po zakończeniu wojny ukończył studia. W 1938 roku zainteresował się polityką zostając brukselskim radnym miejskim.
W 1937 roku był jednym z członków założycieli stowarzyszenia „The Old Tigers of Belgium”, a od 1939 do 1941 roku jej prezesem. Podczas II wojny światowej działał w ruchu oporu. W 1941 roku aresztowany i skazany na śmierć za działalność na rzecz ruchu oporu. Uwięziony w St-Gilles (Saint-Gilles Prison) i Huy (Prison de Huy). Po zwolnieniu podjął działalność w ruchu oporu. Ponownie aresztowany w 1943 roku i 27 sierpnia 1944  roku skazany na śmierć. Wysłany do Niemiec pociągiem, który nie dotarł do celu. Po wojnie nadal zasiadał w radzie miejskiej w Brukseli. 
Napisał dwie książki Belgica i La Navigation Aerienne et les randonnees victorieuses du Belgica.

## Zawody o Puchar Gordona Bennetta
Reprezentując Belgię po raz pierwszy wziął udział w zawodach o Puchar w 1912 roku. Po I wojnie światowej brał udział w większości edycji zawodów o puchar Gordona Bennetta. Zwyciężając w trzech kolejnych zawodach o Puchar (1922, 1923 i 1924) w czerwcu 1924 roku zdobył go na własność. Kolejny raz udało mu się wygrać zawody w 1936 i 1937 roku.

## Odznaczenia
- za wygranie XIII Pucharu Gordona Bennetta w 1924 roku i zdobycie Pucharu został odznaczony Orderem Leopolda[5].

## Nagroda
Po raz pierwszy wręczono ją w 2019 roku dzięki wsparciu Fundacji Alberta i Lydii Demuyter. Pierwszym laureatem został Patrick Libert. Ceremonia wręczenia nagrody odbyła się w ramach Aérodrome en Fête organizowanej na lotnisku Saint-Hubert w dniach 29 i 30 czerwca 2019 roku. Nagroda wynosi 5000 € i jest przyznawana od 2018 roku co trzy lata. Dodatkowo zwycięzca otrzymuje puchar przechodni.